# Zach Stone
Pour les articles homonymes, voir Stone.
 (mai 2025).
Si vous disposez d'ouvrages ou d'articles de référence ou si vous connaissez des sites web de qualité traitant du thème abordé ici, merci de compléter l'article en donnant les références utiles à sa vérifiabilité et en les liant à la section « Notes et références ».
Zach Stone, né le 6 septembre 1991, est un snowboardeur canadien spécialisé dans les épreuves de half-pipe et de big air. Lors des Championnats du monde 2011, il surprend les observateurs en remportant la médaille d'argent en big air derrière le Finlandais Petja Piiroinen. Zach Stone n'avait participé lors des compétitions FIS qu'à des half-pipe, il s'agissait donc de sa première participation à un big air en épreuve officielle. Il a été disqualifié ultérieurement pour dopage.

## Palmarès

### Championnats du monde
| Épreuve / Édition | Épreuve / Édition | Barcelone 2011 |
| Big Air           | Big Air           | Disqualifié    |